# RNLB Mary Stanford

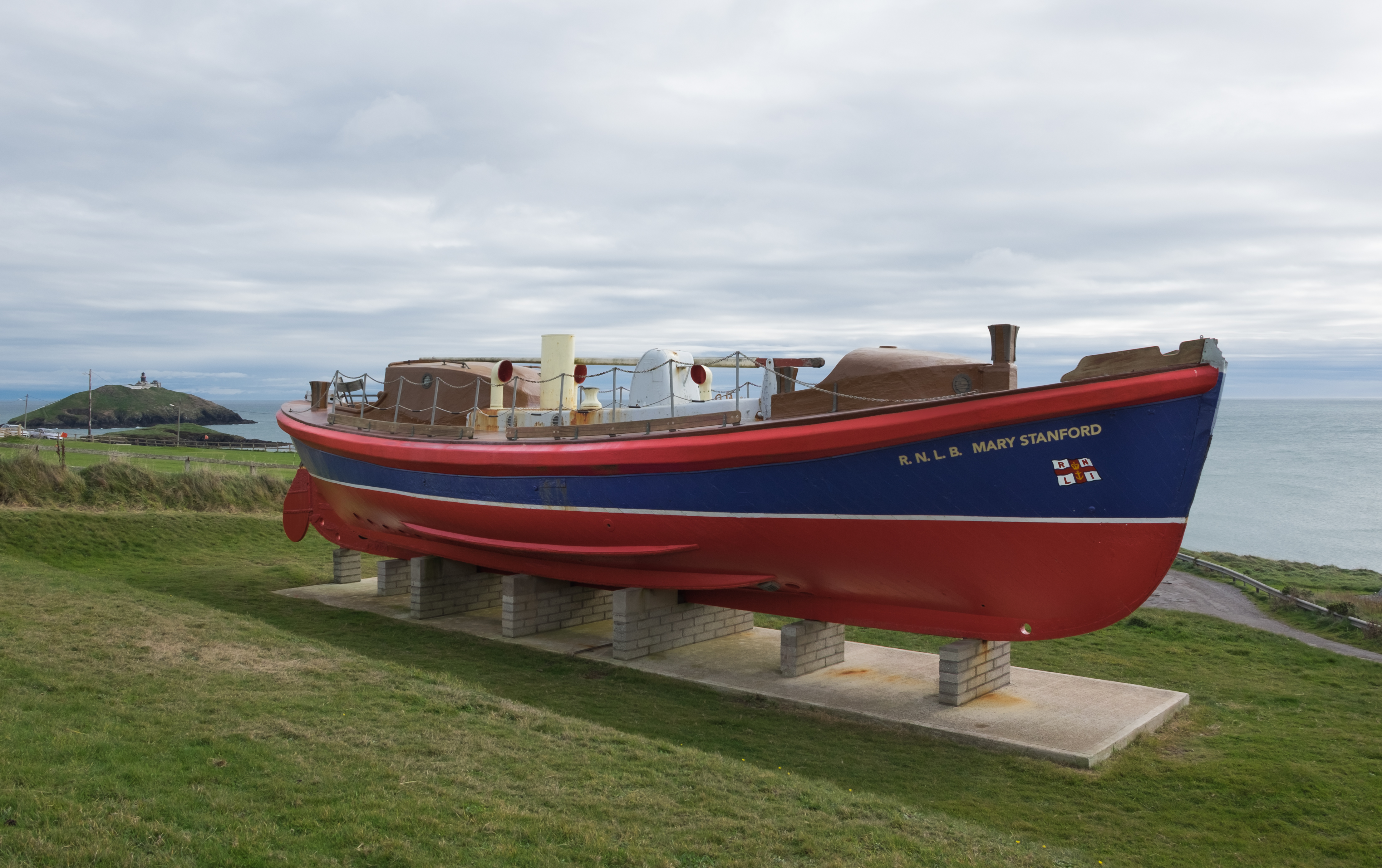
Mary Stanford, restaurerad, i Ballycotton, 2018

RNLB Mary Stanford var en sjöräddningsbåt på Royal National Lifeboat Institutions räddningsstation Ballycotton på Irlands sydkust. Mary Stanford har bevarats och är utställd i Ballycotton.
Royal National Lifeboat Institution (RNLI) hade inrättat en räddningsstation i Ballycotton 1858. Den 15,45 meter långa öppna motorräddningsbåten Mary Stanford stationerades där 1930.

## Räddningen av fyrskeppet Daunts besättning
Den 10 februari 1936 växte en regn- och snöstorm från sydost till en orkan. Morgonen efteråt sändes en nödsignal från fyrskeppet som låg utanför Daunt Rock, sedan fyrkeppet slitits loss från sin ankringsplats och låg och drev. Daunt Rock är en klippa ute i havet, ungefär 25 kilometer väster om Ballycotton, där den irländsk-brittiska fyrmyndigheten Commissioners of Irish Lights sedan 1864 haft ett fyrskepp stationerat. Under mycket besvärliga väderförhållanden gick rorsmannen Patrick Sliney ut med Mary Stanford med en besättning på sju man. Fyrskeppet låg då med sitt ankare 400 meter bort från den ursprungliga ankringsplatsen. Andra fartyg kom till platsen, men vågade inte ta risken att närma sig fyrskeppet under de svåra omständigheer som rådde. Fyrskeppet kastades omkring av vågorna och utgjorde en risk för andra fartyg. 
Mary Stanford gjorde flera försök att få över en vajer till fyrskeppet. Vid varje tillfälle det lyckades, gick vajern av när fartygen skildes åt. När mörkret föll, seglade Mary Stanford iväg till Cobh för att hämta grövre vajrar, medan M/S Innisfallen HMS Tenedos stannade bi i närheten av haveristen. Besättningen på räddningsbåten hade då varit ute hela dagen utan mat. Mannarna åt, sov tre timmar och bytte kläder, varefter Mary Stanford återvände tidigt nästa morgon till fyrskeppet vid Daunt. Vädret var då oförändrat stormigt och en tät dimma var under bildande. vilken omöjligjorde en räddning av själva fartyget. Räddningsbåten stannade kvar i stormen hela dagen och hela natten. Fyrmyndighetens egna fartyg Isolda hade anlänt och stod bi medan Mary Stanford gick till Cobh klockan sju på morgonen för att tanka, varefter hon omedelbart återvände till haveriplatsen.
På kvällen ökade stormen i intensitet. Fyrskeppet drev närmare klippan. När hon var 50 meter från klippan var mörkret nära, och rorsmannen på räddningsbåten beslöt att det enda han kunde göra var att försöka att, trots risken, gå upp på långsidan av fartyget, där dess besättning skulle kunna hoppa ner i räddningsbåten. Vid det första försöket fick han en man ombord, vid det andra inte någon och vid det tredje fyra man. Vid ett fjärde och ett femte försök kunde ingen hoppa ner. Två personer var fortfarande ombord på fyrskeppet och klamrade sig fast vid relingen utan att orka hoppa. Vid Mary Stanfords sjätte försök att närma sig fyrskeppet lyckades räddningsbåtens besättning att få tag om de kvarvarande två och dra dem ombord.
Mary Stanford avseglade därefter till Cobh för att lämna av de räddade klockan elva på kvällen och återvände sedan till Ballycotton. Då hade hon varit ute till sjöss under 79 timmar, så gott som utan sömn för besättningen.
Royal National Lifeboat Institution delade ut medaljer till besättningen för bragden. Det irländska postverket valde 1974 ett motiv från fyrskeppet Daunts förlisning för ett frimärke för att uppmärksamma Royal National Lifeboat Institutions 150-årsminne. Motivet var baserat på en målning av Bernard Gribble.

## Museibåt
Mary Stanford togs ur tjänst 1959 och ersattes av Ethel Mary. 
Fyrskeppet Daunt klarade sig och såldes för att bli piratradiofartyget Radio Scotland.
Mary Stanford användes som reservbåt 1959–1968, varefter hon såldes till Limericks hamn. Där tjäntgjorde hon som lotsbåt till mitten av 1980-talet. Efter det att en grupp entusiaster under många år misslyckats med att etablera ett museum, bildades 2014 en annan grupp i Ballycotton för att bevara båten. Efter restaurering ställdes hon ut där.